# Anton Sovre
Anton Sovrè [antón sourè], slovenski filolog in prevajalec, * 4. december 1885, Šavna peč, † 1. maj 1963, Ljubljana.
Sovrè velja za največjega slovenskega prevajalca antičnih grških del. Imel je prirojen posluh za jezik in veliko spoštovanje do antične kulture.
Po Antonu Sovrétu je dobila ime Sovrétova nagrada, najvišje slovensko priznanje za književne prevajalce, ki jo od leta 1964 podeljuje Društvo slovenskih književnih prevajalcev, s sedežem v Ljubljani.

## Otroštvo in mladost
Rodil se je v vasi Šavna Peč nad Hrastnikom in pred Zidanim Mostom. Sovrétov oče Anton je najprej delal pri železnici, kasneje pa bil železniški obhodnik. Oče in mati Ana, rojena Stergaršek, hči starega Mareta, sta bila oba iz Šavne Peči in v začetku nista imela stanovanja, tako da sta najprej nekaj let živela tam vsak pri svojih starših.
Lojzka, ki se jima je prva rodila, je pri Maretovih gor rastla. Tone, drugi,' je bil pri starem očetu za rejenčka. — Anton Mihalič, upokojen čevljar, bratranec Antona Sovréta
Kasneje je oče dobil mesto železniškega čuvaja najprej blizu Celja, potem pa je dobil čuvajnico na vlakojavni pod vasjo in je družina lahko živela skupaj. V Šavni peči je Sovrè tako preživel otroštvo in v bližnjem Zidanem mostu obiskoval osnovno šolo, dokler se očetu ni pripetila huda nesreča.
Zgodilo se je pa, ko je bil na obhodu, se je umaknil nasproti vozečemu vlaku, ni pa opazil vlaka, ki je pripeljal od zadaj, ta ga je udaril v glavo in mu potegnil iz glave vso kožo. Se sreča, da ga je odbilo proč od koles. 
Globoko nezavestnemu je radeški zdravnik, kateri se je takoj pripeljal na kraj nesreče, kožo z lasmi vred naravnal nazaj na glavo, obvezal in ga odpremil v Ljubljano. Spremljal ga je Pečnikov Matevž, katerega sem dobro poznal. Ko ga je pripeljal v bolnico, je rekel vratar: Kar v mrtvašnico ga zapelji, saj je tako mrtev. Kaj!? se zavzame Matevž, saj ni res… 
V bolnici se je šele čez en teden zavedel in je počasi okreval. Za službo pa ni bil več. Dobil je invalidsko pokojnino in kupil v Krškem hišo, katera pa je bila potrebna popravila. Moral se je zadolžiti, ko je popravljal hišo in študiral otroke.

Dočakal je visoko starost, menda 82 let. — Anton Mihalič, upokojen čevljar, bratranec Antona Sovréta
V Krškem je Sovrè dokončal osnovno šolo. Gimnazijo je sprva obiskoval Celju, nato pa v Ljubljani, kjer mu je profesor Ivan Tertnik vzbudil zanimanje za grško poezijo in kjer je leta 1906 maturiral. Po srednji šoli je najprej odslužil enoletni kadrovski rok, nato se vpisal na filozofsko fakulteto na Dunaju, kjer je 5 semestrov študiral klasično filologijo, predvsem pri grecistu von Arnimu, nadaljeval pa v Gradcu, kjer je leta 1912 dosegel absolutorij.
Kako se je kasneje spominjal rojstnega kraja, iz opisa enega od dijakov z izleta na Kum s Sovrétom iz časa, ko je bil ta profesor na Ptuju
Poglejte tam doli, v tistem ovinku ob progi stoji mala čuvajnica, to je bil moj dom. Tu je moj oče opravljal službo železniškega čuvaja. Kadar sem prihajal na počitnice z Dunaja, sva z očetom ob progi kosila travo za našo sivko. Travnika nismo premogli.  — Anton Sovre

## Delo
Po študiju je kot suplent nekaj mesecev poučeval v Ljubljani in na tedaj novo ustanovljeni slovenski gimnaziji v Gorici, ob izbruhu 1. svetovne vojne pa je bil vpoklican v vojsko in poslan na fronto v Galicijo, kjer je bil ranjen v glavo.
Po vojni je od leta 1919-1926 kot suplent poučeval na gimnaziji na Ptuju, diplomiral in opravil državi strokovni ("profesorski") izpit na Filozofski fakulteti v Ljubljani. Po tem je bil v letih 1926-1938 profesor na gimnaziji v Ljubljani, razen med 1932-1934, ko je bil zaradi slovenoborstva kazensko premeščen v Pančevo ter Sremske Karlovce. Kasneje, 1938-1941, je bil inšpektor za klasične jezike na Ministrstvu prosvete v Beogradu, od 1941-1945 pa prosvetni inšpektor pri banski upravi v Ljubljani.
Njegov naslednji izziv je postal gledališče, zaradi česar je pustil službo inšpektorja in postal dramaturg v Slovenskem narodnem gledališču v Ljubljani. 
Leta 1946 je bil izvoljen za izrednega in leta 1951 za rednega profesorja za grški jezik in književnost na Filozofski fakulteti. Leta 1953 je bil izvoljen za rednega člana Slovenske akademije znanosti in umetnosti (SAZU), leta 1963 za častnega predsednika Društva slovenskih književnih prevajalcev.
Umrl je 1. maja 1963 v Ljubljani, kjer je tudi pokopan. Na grob so mu vklesali Pindarove verze, ki jih je prevajal na večer pred svojo smrtjo:
Sreča je nagrada prva, druga dober glas

a kdor pridobil si je oboje,

si spletel venec je najlepši.

## Nagrade
- 1950: Prešernova nagrada za prevod Homerjeve Iliade
- 1956: Prešernova nagrada za prevod anonimnih Pisem mračnjakov in Platonove trilogije Poslednji dnevi Sokrata[8]